# Iteaphila
Iteaphila Zettersted, 1838, è un genere di insetti dell'ordine dei Ditteri (Brachycera: Muscomorpha). Inquadrato nella superfamiglia degli Empidoidea, comprende 15 specie oloartiche distribuite fra l'Europa e il Nordamerica.

## Descrizione
Gli adulti sono insetti di piccole dimensioni, con corpo lungo circa 3 mme livrea grigio-nerastra.
Il capo è oloptico nei maschi e dicoptico nelle femmine e presenta la faccia concava. Le antenne sono aristate ma con morfologia primitiva per la forma grossolanamente cilindrica e per la loro lunghezza relativa, con articoli dello stesso diametro e stilo composto da un solo breve segmento articolato all'apice del terzo antennomero; scapo e pedicello sono brevi e rivestiti da setole. L'apparato boccale è di tipo succhiante non perforante, relativamente lungo rispetto alla generalità degli Empidoidei. Labbro superiore con apice non appuntito, privo di lame epifaringee, mascelle con lacinie conformate a lama e più corte del labbro inferiore, palpi mascellari uniarticolati, diritti, lunghi e asimmetrici, proiettati obliquamente in avanti, labbro inferiore terminante con due espansioni (labelli) provviste di numerose pseudotrachee.
Il Torace è marcatamente gibboso; ha il laterotergite glabro e il mesonoto con setole acrosticali distinte dalle dorsocentrali e allineate su più serie. Le zampe sono lunghe e sottili e prive di funzioni specifiche; hanno le tibie anteriori e posteriori provviste di un pettine di setole all'apice, rispettivamente sulla faccia anteriore e su quella posteriore, e tarsi con segmenti sottili e allungati. Le ali relativamente larghe, provviste di pterostigma all'apice di R1, con lobo anale pronunciato e convesso e alula di sviluppo ridotto.
La nervatura alare presenta una morfologia primitiva, in relazione alla tendenza alla semplificazione che si osserva nell'ambito degli Empidoidea. La costa si estende all'intero margine e la subcosta è completa, confluente sulla costa nel margine anteriore. La radio è suddivisa in quattro rami, con presenza della biforcazione R4+5, e la media in tre rami. Tratto terminale della cubito ricurvo e confluente sull'anale, tratto comune A1+CuA completo e raggiungente il margine. La cellula discale è presente, le basali e la cup sono ben sviluppate ma confinate nella metà prossimale dell'ala.
| |
| Schema della nervatura alare Nervature longitudinali: C: costa; Sc: subcosta; R: radio; M: media; Cu: cubito; A: anale. Nervature trasversali: h: omerale; r-m: radio-mediale; m-cu: medio-cubitale. Cellule: d: discale; br: 1ª basale; bm: 2ª basale; cup: cellula cup. |

L'addome è cilindrico, affusolato in corrispondenza degli uriti terminali nella femmina, con ipopigio non ruotato nel maschio.

## Biologia
Il genere Iteaphila, al pari degli affini Anthepiscopus, comprende insetti che allo stadio adulto hanno un regime dietetico glicifago e si nutrono di nettare. Alle alte latitudini e in montagna, questi ditteri comparirebbero tra i più precoci visitatori dei fiori in primavera, ma in generale la biologia del genere Iteaphila è quasi sconosciuta.

## Sistematica e filogenesi
Come spesso si riscontra con raggruppamenti primitivi, l'inquadramento sistematico del genere Iteaphila ha subito differenti interpretazioni nel corso della storia. In generale, prima dei più recenti lavori, gli Autori concordavano con l'inserimento nell'ambito della famiglia degli Empididae, ma divergevano in merito all'inquadramento intermedio, all'interno delle sottofamiglie. Fra gli anni sessanta e gli anni ottanta, il genere ha trovato collocazione in diversi gruppi nell'ambito degli Empididi: Collin (1961) includeva il genere negli Hybotinae, Melander (1965) ed Hennig (1970) negli Empidinae, Chvála (1976) negli Oreogetoninae. L'inquadramento sistematico di Chvála è stato riproposto anche in pubblicazioni più recenti, nelle quali l'Autore rimarca l'appartenenza del genere e di altri Empidoidei di dubbia collocazione alla famiglia degli Empididae. L'interpretazione di Chvála, per quanto considerata superata, alla luce del carattere parafiletico degli Empididae sensu Chvála rilevato nelle più recenti analisi cladistiche, è ancora oggi sostenuta da diverse fonti, per lo più cataloghi relativi all'entomofauna del Paleartico.
Le analisi cladistiche sviluppate da Sinclair & Cumming (2006) e Moulton & Wiegmann (2007) mettono in evidenza il carattere primitivo di questo genere e, di conseguenza, la distanza filogenetica che intercorre con la famiglia degli Empididae. In particolare, Sinclair & Cumming inseriscono i generi Iteaphila e Anthepiscopus in un clade primitivo denominato Iteaphila group e collocato come incertae sedis nell'ambito della superfamiglia Empidoidea. L'inquadramento sistematico come incertae sedis è adottato da diverse fonti, per lo più extraeuropee, fra cui il BioSystematic Database of World Diptera e i cataloghi che ad esso fanno riferimento. I cataloghi europei fanno invece sostanziale riferimento all'inquadramento storico, includendo Iteaphila fra gli Empididae.
Sono state 19 specie, di cui quattro di recente descrizione e non citate nel BDWD:
- Iteaphila arundela Shamshev & Sinclair, 2009
- Iteaphila cana Melander, 1946
- Iteaphila caucasica Shamshev & Sinclair, 2009
- Iteaphila conjuncta (Coquillett, 1900)
- Iteaphila cormus (Walker, 1849)
- Iteaphila fuliginosa Melander, 1946
- Iteaphila furcata (Zettersted, 1842)
- Iteaphila italica Loew, 1873
- Iteaphila kubaniensis Shamshev & Sinclair, 2009
- Iteaphila luctuosa (Kirby, 1837)
- Iteaphila maackii Loew, 1871
- Iteaphila macquarti Zettersted, 1838
- Iteaphila merzi Shamshev & Sinclair, 2009
- Iteaphila napaea Melander, 1946
- Iteaphila nitidula Zettersted, 1838
- Iteaphila setosa (Bezzi, 1924)
- Iteaphila testacea Melander, 1946
- Iteaphila triangula (Coquillett, 1900)
- Iteaphila vetula Melander, 1946

## Distribuzione
Il genere ha distribuzione esclusivamente oloartica ed è rappresentato in gran parte nel Nordamerica, con 12 specie, di cui I. nitidula e I. macquarti presenti anche in Europa.
In Europa, il catalogo di Fauna Europaea segnala la presenza di quattro specie: oltre alle due sopracitate specie oloartiche, sono presenti anche I. italica e I. furcata. Dopo il lavoro di Shamshev & Sinclair (2009), l'entomofauna europea relativa al genere Iteaphila si arricchisce di tre quattro nuove specie: I. arundela, I. merzi, I. caucasica e I. kubaniensis. Le specie paleartiche extraeuropee sono I. maackii, segnalata presso il Lago Bajkal e I. setosa, segnalata in Libia, nella zona costiera della Cirenaica. Specie europee segnalate anche nel Paleartico orientale sono I. merzi e I. macquarti.
In Italia, infine, è segnalata la presenza delle sole specie I. italica, nel Nord, e I. nitidula nel Sud.